# Haageocereus fascicularis
Haageocereus fascicularis là một loài thực vật có hoa trong họ Cactaceae. Loài này được (Meyen) F. Ritter mô tả khoa học đầu tiên năm 1980.